# Ярослав Красний
Ярослав Мстиславич (Красний) (†1199) — князь переяслав-залєський (1176—1187), новгородський (1176), волоколамський (1177—1178) і переяславський (1187—1199), син князя Мстислава Юрійовича і онук Юрія Долгорукого.
1176 року був посланий великим князем владимирським, Всеволодом Велике Гніздо, на князювання в Новгород. Однак того ж року до міста вернувся попередній князь, Мстислав Ростиславич, і Ярослав був змушений втекти з міста. Невдовзі ненадовго осів у Волоку Ламському.
У 1187 році в Переяславі помер, не залишивши потомків, князь Володимир Глібович, двоюрідний брат Ярослава, і останній вирушив до цього міста та князював у нього до своєї смерті у 1199 році. Про його сім'ю та потомків відомостей нема.